# BeFour
beFour est un groupe de pop allemand formé à Cologne. Les membres ont été sélectionnés lors de l'émission beFour: Das Star-Tagebuch, qui a été diffusée quotidiennement à 14h30 pendant trois mois sur la chaîne allemande Super RTL. Le premier single Magic Melody est un remix de la chanson Around The World du groupe ATC, qui est elle-même un remix de la chanson Pesenka, à l'origine chantée par le groupe russe Ruki Vverh en 1998. Le single No Limit est un remix de la même chanson par 2 Unlimited,.

## Membres du groupe

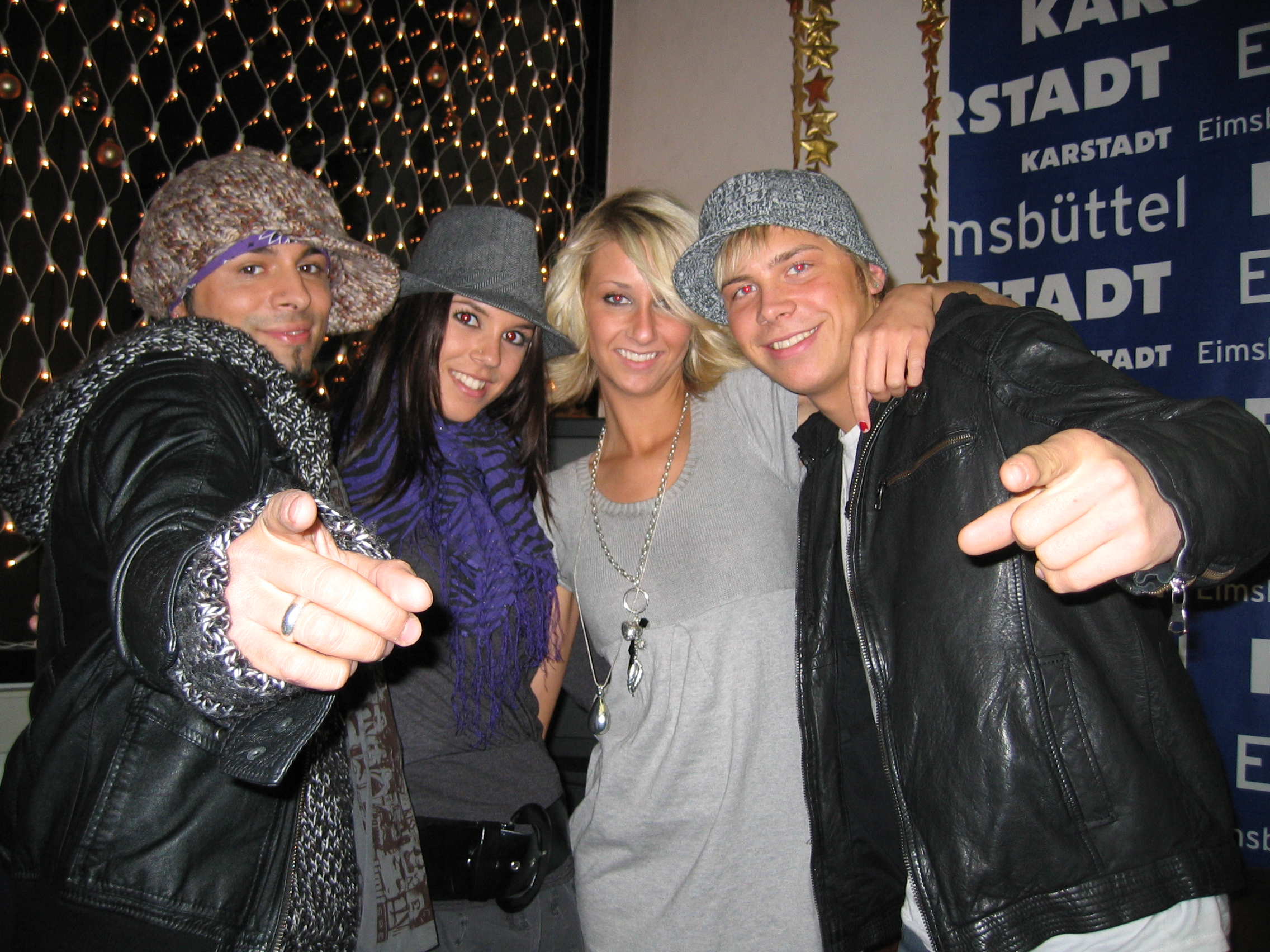
De gauche à droite : Angel, Manou, Alina et Dan

### Manou
Manou (née le 18 février 1984 à Wil (Argovie) en Suisse) a eu sa première expérience de scène à 18 ans. Elle a étudié la danse, la chanson et le théâtre à New York.

### Alina B.
Alina (née le 2 novembre 1984 à Geilenkirchen en Allemagne) fait du piano depuis ses six ans.

### Dan M.
Dan (né le 17 décembre 1987 à Berlin) est un acteur allemand. Avant de rejoindre beFour, il était un athlète.

### Angel
Angel (né le 21 février 1982 à Velbert en Allemagne) est un danseur et ancien banquier allemand. Il apparaît dans plusieurs clips vidéo, par exemple dans celui de Jessica Wahls (connue pour la chanson No Angels), "Du bist wie Ich" ("Tu es comme moi").

## Discographie

### Albums
| Année | Titre                           | Classement dans les charts | Classement dans les charts | Classement dans les charts | Comment                                                                |
| Année | Titre                           | Allemagne                  | Autriche                   | Suisse                     | Comment                                                                |
| ----- | ------------------------------- | -------------------------- | -------------------------- | -------------------------- | ---------------------------------------------------------------------- |
| 2007  | All 4 One                       | 1                          | 2                          | 1                          | Date de sortie : 13 juillet 2007 Ventes : +200 000 (Disque de platine) |
| 2007  | Hand In Hand (The Winter Album) | 10                         | 3                          | 13                         | Date de sortie : 16 novembre 2007 Ventes : +100 000 (Disque d'or)      |
| 2008  | We Stand United                 | 10                         | 4                          | 10                         | Date de sortie : 18 avril 2008 Ventes : +100 000 (Disque d'or)         |
| 2009  | Friends 4 Ever                  | 7                          | 6                          | 9                          | Date de sortie : 6 février 2009 Ventes :                               |

### Singles
| Année | Titre                                        | Classement dans les charts | Classement dans les charts | Classement dans les charts | Classement dans les charts | Comment                            |
| Année | Titre                                        | Allemagne                  | Autriche                   | Suisse                     | Europe                     | Comment                            |
| ----- | -------------------------------------------- | -------------------------- | -------------------------- | -------------------------- | -------------------------- | ---------------------------------- |
| 2007  | Magic Melody All 4 One                       | 16                         | 11                         | 14                         | 49                         | Date de sortie : 14 juin 2007      |
| 2007  | How Do You Do? / All 4 One All 4 One         | 12                         | 5                          | 11                         | 30                         | Date de sortie : 10 août 2007      |
| 2007  | Little, Little Love All 4 One                | 27                         | 30                         | 27                         | 176                        | Date de sortie : 14 septembre 2007 |
| 2007  | Hand in Hand Hand in Hand (The Winter Album) | 27                         | 8                          | 73                         | 152                        | Date de sortie : 9 novembre 2007   |
| 2008  | Live Your Dream We Stand United              | 16                         | 17                         | 29                         | -                          | Date de sortie : 14 mars 2008      |
| 2009  | No Limit Friends 4 Ever                      | 21                         | 13                         | 29                         | 72                         | Date de sortie : 16 janvier 2009   |
| 2009  | Ding-A-Dong Friends 4 Ever                   | 61                         | -                          | -                          | -                          | Date de sortie : 17 avril 2009     |

## DVD
- beFour: der Film! (date de sortie : 28 septembre 2007)[12]

## Récompenses
- Disque de platine pour l'album All 4 One[8]
- Disque d'or pour l'album Hand In Hand (The Winter Album)[9]
- Disque d'or pour l'album We Stand United[10]

## Réutilisations

### Panfu
Le jeu allemand Panfu utilise certaines musiques de ce groupe dans le jukebox[réf. souhaitée].